# Hughes XF-11
Die Hughes XF-11 war ein zweimotoriges Langstrecken-Aufklärungsflugzeug. Der Buchstabe „F“ in der Bezeichnung steht für die von 1930 bis 1947 gebräuchliche Auftragsbezeichnung Fotografische Aufklärung und darf nicht mit der später bei der USAF gebräuchlichen Typenbezeichnung für Fighter verwechselt werden.

## Geschichte
Konstruiert wurde die XF-11 von dem US-amerikanischen Milliardär Howard Hughes. Die werksinterne Bezeichnung lautete Hughes D-5, denn sie stellt eine direkte Weiterentwicklung auf Basis der Hughes D-2 dar, von der auch die Auslegung mit doppeltem Leitwerksträger übernommen wurde. Die US Air Force orderte zunächst 98 Maschinen dieses Typs zur Verwendung als Fotoaufklärer. Mit dem Ende des Zweiten Weltkrieges wurde dieser Auftrag aber zurückgezogen, so dass lediglich zwei Prototypen gebaut wurden, wovon der erste am 15. April 1946 zu seinem Jungfernflug startete, aber bereits am 7. Juli desselben Jahres abstürzte und ausbrannte. Hughes, der das Flugzeug steuerte, zog sich bei diesem Unfall erhebliche Verletzungen zu.
Am 5. April 1947 startete nach Hughes’ Genesung der zweite Prototyp, diesmal mit konventionellen Vierblatt-Propellern, während die erste Ausführung mit zwei gegenläufigen Propellern pro Triebwerk versehen war. Da jedoch die Stabilität bei niedriger Geschwindigkeit zu wünschen übrig ließ und mit der Boeing RB-50 ein vergleichbares und günstigeres Flugzeug zur Verfügung stand, verzichtete die Air Force aus Kostengründen auf die Weiterentwicklung der XF-11.

## Aufbau

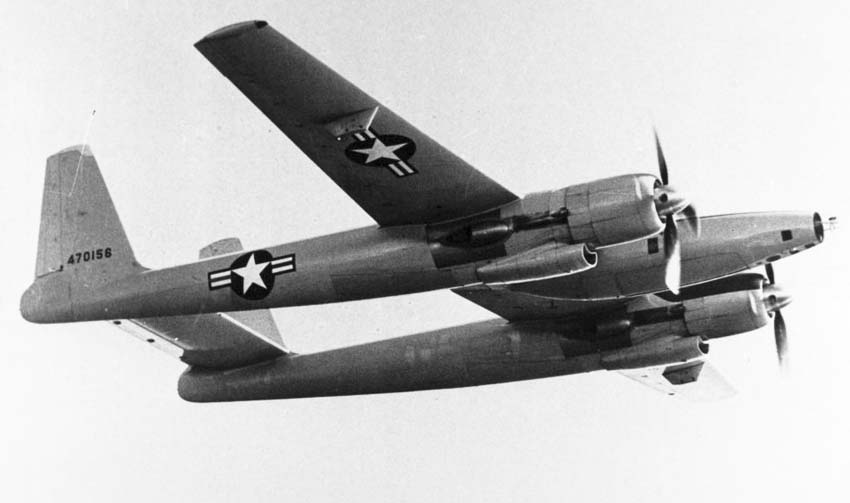
Hughes XF-11 (2. Prototyp)

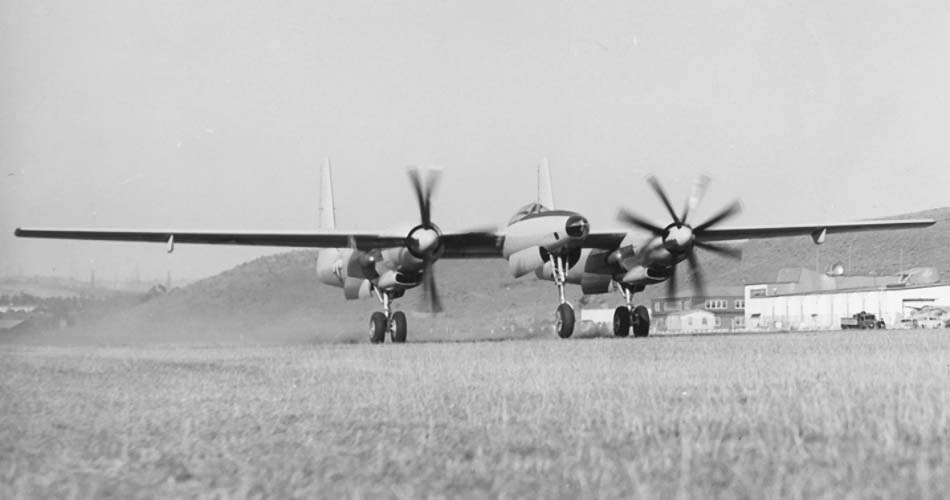
Hughes XF-11 (1. Prototyp)

Die XF-11 war ein zweisitziger freitragender Schulterdecker mit Doppelleitwerksträger. Im Gegensatz zur Hughes D-2 wurde die XF-11(D-5) in herkömmlicher Halbschalenbauweise aus Duraluminium gefertigt. Gemäß ihrer zugedachten Rolle als hoch fliegender Aufklärer erhielt sie Tragflächen mit einer hohen Streckung und relativ kleinen Profildicke. Diese beherbergten auch die vier Kraftstofftanks mit einem Fassungsvermögen von insgesamt 7968 Litern. Zusätzlich konnten an den externen Außenlastträgern unter den äußeren Tragflächen noch zwei abwerfbare 1136-Liter-Zusatztanks angebracht werden. Die hydraulisch betätigten Landeklappen konnten auf bis zu 40° (Landekonfiguration) ausgefahren werden und reichten fast über die gesamte Spannweite. Neben den Landeklappen wurde auch das Fahrwerk samt Bremsen hydraulisch betätigt. Dafür stand ein Hydrauliksystem mit 1250–1500 psi (86–103 bar) Betriebsdruck sowie ein elektrisch (Pumpenantrieb) betriebenes Notsystem zur Verfügung. Für die Steuerung um die Längsachse wurden Rollspoiler genutzt, während die sehr kleinen Querruder nur zur Unterstützung und zur Simulation des Steuerdruckes(Steuergefühl) dienten. Der zentral angeordnete Rumpf war als Druckkabine ausgelegt. Mittels Zapfluft von den Turboladern der Triebwerke konnte so eine Kabinenhöhe (Druckäquivalent) von 3200 m bis zu einer Flughöhe von 10.200 m gehalten werden. Im Rumpfbug befanden sich insgesamt vier Kameras, davon drei in trimetrogoner Anordnung. Im linken Leitwerksträger waren direkt hinter dem Fahrwerksschacht weitere vier Kameras untergebracht. Die zwei Triebwerke in den vorderen Enden der Leitwerksausleger bestanden aus je einem Pratt&Whitney R-4360-31 sowie zwei parallel geschalteten G.E.-BH-1-Turboladern samt Ladeluftkühler. Diese Auslegung ermöglichte eine Antriebsleistung von 2237 kW (3000 bhp) in einer Flughöhe von bis zu 12.000 m. Ein Öltank in jedem Leitwerksausleger mit je 265 Litern sorgte für eine ausreichende Schmierölversorgung auch auf langen Flügen. Als Propeller dienten beim ersten Prototyp hydraulisch verstellbare gegenläufige Achtblatt-Luftschrauben von Hamilton-Standard. Diese Propeller waren noch unerprobt und eine Undichtigkeit am hinteren Propeller des rechten Triebwerks führte am 7. Juli 1946 zum Absturz des ersten Prototyps. Deshalb wurde der zweite Prototyp (Seriennummer: 44-70156) mit R-4360-37-Triebwerken und elektrisch verstellbaren Vierblatt-Luftschrauben von Curtiss-Electric (C644S-B) ausgerüstet.

## Technische Daten
| Kenngröße                 | Daten |
| ------------------------- | --- |
| Besatzung                 | 2 (Pilot, Navigator/Fotograf) |
| Länge                     | 19,94 m |
| Spannweite                | 30,91 m |
| Höhe                      | 7,09 m |
| Flügelfläche              | 91,32 m² |
| Flügelstreckung           | 10,5 |
| Leermasse                 | 17.820 kg |
| max. Startmasse           | 27.216 kg |
| Treibstoffkapazität       | 7968 l (intern) + 2272 l (extern) (Avgas 100/130 Oktan)                                                                                |
| Treibstoffverbrauch       | 757–2771 l/h |
| Antrieb                   | 2 × 28-Zylinder-Vierfachsternmotor Pratt&Whitney R-4360-31(-37) je 3000 bhp (2237 kW) Startleistung bei 2700/min und 1,8 bar Ladedruck |
| Startstrecke              | 287–770 m (Betonbahn, kein Wind) |
| Landestrecke              | 527–799 m (Betonbahn, kein Wind) |
| max. Steigleistung        | 16,8 m/s in Bodennähe, 11 m/s in 10.058 m bei 17.962 kg Startmasse                                                                     |
| Marschgeschwindigkeit     | 439–491 km/h in 10.058 m |
| max. Dauergeschwindigkeit | 674 km/h in 10.058 m |
| Höchstgeschwindigkeit     | 725 km/h in 10.058 m (475 km/h in Bodennähe)                                                                                           |
| max. Flughöhe             | 13.415 m |
| Reichweite                | 5584 km (bei 491 km/h in 9144 m) |